# Antonio Pellicanò
Antonio Pellicanò (Mosorrofa, 2 gennaio 1912 – 26 ottobre 1997) è stato un politico italiano.

## Biografia
Venne eletto al Senato nel 1968 nella Circoscrizione Calabria per il Partito Socialista Italiano di Unità Proletaria, che rappresenta a Palazzo Madama fino al 1972.